# Letiště Orio al Serio
Letiště Orio al Serio (IATA: BGY, ICAO: LIME) (italsky: Aeroporto di Bergamo-Orio al Serio) nízkonákladovými leteckými společnostmi nazývané také jako letiště Milán–Bergamo či letiště Bergamo, je mezinárodní letiště na území italské obce Orio al Serio vzdálené 3,7 kilometrů od obce Bergama. Obsluhuje italské, 45 km vzdálené město Milán, spolu s letišti Malpensa a Linate. V roce 2016 bylo toto letiště s 11 miliony odbavenými pasažéry třetím nejvytíženějším v Itálii. Bylo založeno jako vojenské v roce 1937.
Letecké základny zde k roku 2017 mají letecká společnost Ryanair a nákladní dopravce DHL Aviation.

### Externí odkazy

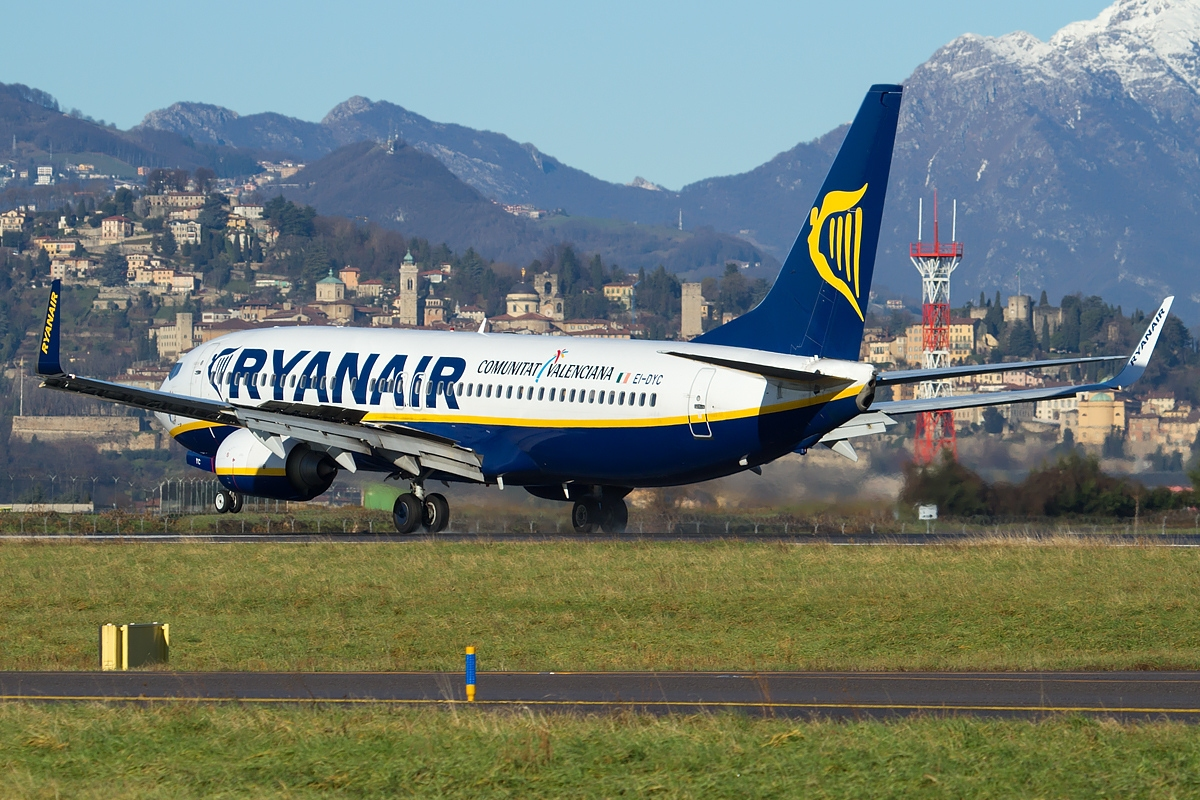
Boeing 737-800 společnosti Ryanair přistávající na letišti Orio al Serio